# XGA+

Grafico comparativo delle varie modalità di visualizzazione standard.

L'XGA+ non è una vera e propria risoluzione standard, almeno non lo è nel mondo dei PC.
Con XGA+ ci si riferisce alla risoluzione di 1152×864, che è la risoluzione 4:3 più ampia sotto il milione di pixel adottata su alcune schede video.

## Apple Macintosh
Apple Computer ha impiegato una variante di questa risoluzione a 1152×870 su tutta la sua linea di Macintosh dotati di processore Motorola 68040 e successivi.
Il primo Macintosh dotato di questa risoluzione fu il Macintosh Quadra 700 introdotto sul mercato nel 1991.
Con la video RAM standard di 512 KiB operava a 4 bit per pixel.
La video RAM poteva essere estesa vino a 2 MiB però solo con moduli da 256 KiB (se si installava un modulo da 512 KiB ne venivano riconosciuti solo i primi 256 KiB).
Il Macintosh Quadra 900 aveva già a bordo 1 MiB di video RAM e poteva anche lui essere esteso a 2 MiB di video RAM.

Connettore DB-15 utilizzato da Apple.

Il monitor era da 21" ed aveva un connettore DB-15 non compatibile meccanicamente con i connettori VGA ma sul mercato sono presenti adattatori vari che permettono di superare questa incompatibilità.
Da allora fu la risoluzione più utilizzata per i programmi di grafica professionale su Macintosh.

## Sun Microsystems
Sun Microsystems sulle sue workstation Sun-2 utilizzò una risoluzione di 1152×900 con monitor monocromatici a frequenza fissa nel 1983 e alcuni anni dopo 1152×854 a colori utilizzando 4 connettori BNC per rosso, verde, blu e sincronismo composito.
Successivamente la risoluzione video divenne di 1152×900 anche per la modalità a colori con una frequenza di pixel di 108 MHz, una frequenza orizzontale di 71,81 kHz e una frequenza verticale di 76,14 Hz.